# Несколько хороших парней
«Несколько хороших парней» (англ. A Few Good Men) — юридическая драма режиссёра Роба Райнера, экранизация одноимённой пьесы Аарона Соркина 1989 года. Лента получила несколько номинаций на премию «Оскар», включая «Лучший фильм» и «Лучшая мужская роль второго плана» (Джек Николсон).
По версии Американского института кино картина занимает 29-е место в списке 100 киноцитат («Правда тебе не по зубам») и 5-е место в списке «10 лучших судебных драм» 10 фильмов из 10 жанров.

## Сюжет
На американской военной базе Гуантанамо на Кубе погибает рядовой Уильям Сантьяго. Арестованы двое: рядовой Дауни и капрал Доусон из взвода Сантьяго. Изучая дело, адвокатура дивизии приходит к выводу, что обвиняемые применили к погибшему «красный код» (неуставную систему наказаний со стороны сослуживцев). Их защиту в суде поручают начинающему адвокату, лейтенанту ВМС США Дэниелу Кэффи. Помогают ему дознаватель Джоан Гэллоуэй и адвокат Сэм Уайнберг.
Кэффи до этого вообще ни разу не доводил дела до слушания в суде, все 44 раза приходя к сделкам с обвинением. Вот и на этот раз, поглощённый подготовкой к бейсбольному состязанию, Кэффи предлагает согласиться с приговором в 12 лет. Однако под нажимом Гэллоуэй Кэффи и команда отправляются в часть, где служил погибший, и обнаруживают ряд странностей.
Во флешбеке фильма Сантьяго написал письмо конгрессмену с жалобой, что не может выносить физическую нагрузку, даже терял сознание, и попросил перевести его в другую часть, обещая рассказать о проступке со стороны Доусона, который открыл несанкционированную стрельбу через линию разграничения на границе. Письмо попало в руки начальника базы полковника Джессепа. Его заместитель подполковник Маркинсон предложил немедленно перевести Сантьяго, но самоуверенный Джессеп вместо этого приказал командиру взвода лейтенанту Кендрику поднять результаты Сантьяго до отличных.
Джессеп заявляет команде Кэффи, что, узнав о письме, он подписал приказ о немедленном переводе Сантьяго; рядовой должен был отправиться первым же утренним рейсом, но не дожил до утра. Лейтенант Кендрик заявляет, что, узнав «о доносе Сантьяго», он приказал солдатам не трогать его. Обвиняемые в свою очередь заверяют, что именно Кендрик приказал им применить к Сантьяго «красный код».
Команда Кэффи понимает, что штаб дивизии желает сделать из ребят козлов отпущения, чтобы оградить от неприятностей Джессепа, которому прочат перевод в Совет национальной безопасности. Единственный шанс снять обвинение с солдат — это доказать присяжным, что они выполняли приказ своих командиров.
Обвинитель, капитан Росс, предлагает своему приятелю Кэффи сделку: обвиняемые признают свою вину, получают два года и освобождаются через полгода. Однако капрал Доусон, помешанный на воинской чести, отвергает сделку. На суде Росс вынужден идти до конца, он обвиняет морских пехотинцев в предумышленном убийстве, сговоре с целью убийства, неподобающем поведении, обвиняемым грозит пожизненное заключение.
На суде происходит эпический поединок между Россом и Кэффи, апофеозом которого становится допрос в качестве свидетеля полковника Джессепа. Бравый ветеран не теряет самообладания, отвечая на каверзные вопросы Кэффи. Однако Кэффи удаётся выбить признание из Джессепа, сыграв на его презрении к себе — молокососу, не нюхавшему пороха — и на непоколебимой уверенности Джессепа в абсолютной правоте своих действий. Полковника берут под стражу прямо в зале суда.
Обвиняемые присяжными признаются невиновными в убийстве и заговоре с целью убийства, но виновными в поведении, неподобающем морской пехоте США и приговариваются к увольнению из вооружённых сил с позором.

## В ролях
| Актёр             | Роль                                                |
| ----------------- | --------------------------------------------------- |
| Том Круз          | лейтенант Дэниел Кэффи адвокат                      |
| Деми Мур          | лейтенант-командер Джоан "Джо" Гэллоуей дознаватель |
| Кевин Поллак      | лейтенант Сэм Уайнберг ассистент адвоката           |
| Кевин Бейкон      | капитан Джек Росс обвинитель                        |
| Джек Николсон     | полковник Натан Р. Джессеп                          |
| Кифер Сазерленд   | лейтенант Джонатан Джеймс Кендрик                   |
| Джей Ти Уолш      | подполковник Мэттью Эндрю Маркинсон                 |
| Джеймс Маршалл    | рядовой Лаудон Дауни                                |
| Вольфганг Бодисон | младший капрал Гарольд "Гэл" Доусон                 |
| Мэтт Крэйвен      | лейтенант Дэйв Спредлинг                            |
| Ной Уайли         | капрал Джеффри Барнс                                |
| Кьюба Гудинг-мл.  | капрал Карл Эдвуд Хэммейкер                         |

## Награды и номинации

### Награды
- 1992 — премия Национального совета кинокритиков США за лучшую мужскую роль второго плана (Джек Николсон), а также попадание в десятку лучших фильмов года
- 1993 — премия канала «MTV» за лучший фильм

### Номинации
- 1993 — 4 номинации на премию «Оскар»:
  - Лучший фильм (Дэвид Браун[англ.], Эндрю Шейнман[англ.], Роб Райнер)
  - Лучшая мужская роль второго плана (Джек Николсон)
  - Лучший звук (Кевин О’Коннелл, Рик Клайн, Роберт Эбер)
  - Лучший монтаж (Роберт Лейтон)
- 1993 — 5 номинаций на премию «Золотой глобус»:
  - Лучший фильм (драма)
  - Лучший режиссёр (Роб Райнер)
  - Лучшая мужская роль (драма (Том Круз)
  - Лучшая мужская роль второго плана (Джек Николсон)
  - Лучший сценарий (Аарон Соркин)
- 1993 — номинация на премию Американского общества кинооператоров за лучшую операторскую работу (Роберт Ричардсон)
- 1993 — номинация на премию Гильдии режиссёров США за лучшую режиссуру художественного фильма (Роб Райнер)
- 1993 — номинация на премию Эдгара Аллана По за лучший художественный фильм (Аарон Соркин)
- 1993 — 5 номинаций на премию канала «MTV»:
  - Лучшая мужская роль (Том Круз и Джек Николсон)
  - Лучшая женская роль (Деми Мур)
  - Лучший злодей (Джек Николсон)
  - Самый желанный мужчина (Том Круз)